# Les Architectes
Pour plus de détails, voir Fiche technique et Distribution.
Les Architectes (Die Architekten) est un film est-allemand réalisé par Peter Kahane (de), sorti en 1990.

## Synopsis
Le film suit le parcours de l'architecte Daniel Brenner. Depuis la fin de ses études, Brenner, 38 ans, attend de faire sa percée dans le monde du travail. Malgré ses bonnes notes, il doit se contenter de concevoir des grands magasins, des cabines de tramway et des gares routières. Ce n'est qu'avec l'aide de son professeur d'architecture que de nouvelles possibilités semblent s'ouvrir à lui. L'architecte est chargé de concevoir un nouveau centre socioculturel pour une ville satellite de Berlin, où il vit lui-même avec sa famille.
L'investissement doit s'élever à 85 millions de marks est-allemands. Brenner accepte la commande, mais pose comme condition qu'il puisse choisir lui-même ses collaborateurs. Cette demande est acceptée, mais la recherche s'avère très difficile. Certains de ses anciens camarades d'études sont partis à l'Ouest, d'autres se sont retirés dans l'émigration intérieure. Daniel Brenner parvient finalement à constituer un collectif, mais les architectes se heurtent à des obstacles insurmontables pour mener à bien leur projet. Le projet échoue presque entièrement à cause des conditions du système socialiste réel. Une grande partie du collectif ne veut pas et ne peut pas continuer à soutenir cette évolution, ils abandonnent ou tombent dans un cynisme défensif.
Daniel Brenner s'accroche au projet jusqu'à la fin, mais il risque lui aussi de se briser face à l'adversité du système. Ses problèmes professionnels assombrissent de plus en plus sa situation familiale. Le collectif se réduit de plus en plus. Sa femme tombe amoureuse d'un Suisse et quitte la RDA avec leur fille. Au lieu d'un centre socioculturel imaginatif et inédit, c'est une construction morne à laquelle les autorités donnent le feu vert. Désabusé, Brenner s'effondre devant la tribune où se tient la cérémonie officielle d'inauguration des travaux.

## Fiche technique
- Titre original : Die Architekten
- Titre français : Les Architectes[2]
- Réalisateur : Peter Kahane (de)
- Scénario : Peter Kahane (de), Thomas Knauf (de)
- Photographie : Andreas Köfer (de)
- Montage : Ilse Peters (de)
- Musique : Tamas Kahane
- Sociétés de production : Deutsche Film AG
- Pays de production :  Allemagne de l'Est
- Langue de tournage : allemand
- Format : Couleur Orwo - 1,66:1 - Son mono - 35 mm
- Durée : 102 minutes (1h42)
- Genre : Drame
- Dates de sortie :
  - Allemagne de l'Est : 21 juin 1990
  - Allemagne de l'Ouest : février 1991

## Distribution
- Kurt Naumann (de) : Daniel Brenner
- Rita Feldmeier (de) : Wanda Brenner
- Uta Eisold (de) : Renate Reese
- Jürgen Watzke (de) : Martin Bulla
- Ute Lubosch (de) : Franziska Scharf
- Jörg Schüttauf : Wilfried Berger
- Hans-Joachim Hegewald (de) : Albrecht Wischala
- Catherine Stoyan (de) : Elke Krug
- Wolfgang Greese (de) : Günther Adam
- Joachim Tomaschewsky (de) : Pr Vesely